# Лозовенька (притока Береки)
Лозове́нька — річка у Балаклійській мській громаді Ізюмського району та Лозівській міській громаді Лозівського району Харківської області. Ліва притока Береки (басейн Сіверського Донця).

## Опис
Довжина річки 16 км, похил річки — 3,8 м/км. Формується з декількох безіменних струмків та водойм. Площа басейну 83,1 км².

## Розташування
Лозовенька бере початок на південно-західній стороні від села Попівки. Тече переважно на південний захід і на північно-східній околиці села Святушине впадає у річку Береку, праву притоку Сіверського Донця.
Населені пункти вздовж берегової смуги: Лозовенька, Новоселівка, Лозівське.

## Притоки
- Балка Аксеньєва - ліва притока у Балаклійській громаді, впадає північніше села Лозовенька [1].
- Балка Довга - права притока у Балаклійській громаді, впадає на північній околиці села Лозовенька [2].
- Балка Солона - ліва притока у Балаклійській громаді, починається на півночі від села Нова Серпухівка, тече на південний захід і впадає у Лозовеньку на північно східній околиці села Лозовенька
  - Балка Вузька - ліва притока балки Солоної, бере початок у селі Нова Серпухівка [3].
- Яр Шапчина - ліва притока у Балаклійській громаді, впадає у селі Лозовенька [4].
- Яр Оричин - ліва притока у Балаклійській громаді, впадає на південній околиці села Лозовенька [5].
- Балка Назарова - ліва притока у Балаклійській громаді, бере початок у селі Вільне, тече переважно на південний захід і впадає у річку Лозовеньку між селами Лозовенька і Новоселівка[6].
  - Яр Сухий - ліва притока балки Назарової, впадає на південному заході від села Вільне.[7].
  - Яр Піщаний - ліва притока балки Назарової, починається у селі Червона Балка, тече на північний захід і впадає у балку назарову неподалік від її гирла.
- Яр Байрачний - ліва притока у Барвінківській та Лозівській міських громадах, бере початок на південному заході від села Червона балка, тече на північний захід і впадає у Лозовеньку на північно-східній околиці села Новоселівка[8].